# Zealandcyclops haywardi
Zealandcyclops haywardi is een eenoogkreeftjessoort uit de familie van de Cyclopidae. De wetenschappelijke naam van de soort is voor het eerst geldig gepubliceerd in 2005 door Karanovic.